# Mount Erasmus
Mount Erasmus är ett berg i Kanada.   Det ligger i provinsen Alberta, i den centrala delen av landet, 3 100 km väster om huvudstaden Ottawa. Toppen på Mount Erasmus är 3 261 meter över havet, eller 709 meter över den omgivande terrängen. Bredden vid basen är 8,2 km.
Terrängen runt Mount Erasmus är huvudsakligen bergig.Trakten runt Mount Erasmus är nära nog obefolkad, med mindre än två invånare per kvadratkilometer.. Det finns inga samhällen i närheten. 
Trakten runt Mount Erasmus består i huvudsak av gräsmarker.